# Iulius Pollux
Iulius Pollux (griechisch Ιούλιος Πολυδεύκης Ioúlios Polydeúkēs; * im 2. Jahrhundert n. Chr. in Naukratis, Ägypten; † angeblich mit 58 Jahren im 2. oder 3. Jahrhundert) war ein griechischer Gelehrter der „Zweiten Sophistik“, der um 190 in Athen als Grammaticus wirkte. Er stammte aus Naukratis in Ägypten.
Die Urteile der Zeitgenossen über ihn fallen geringschätzig aus. Lukian von Samosata nennt ihn ignorant und einen „Rhetorenschüler“. Erhalten ist von ihm ein aus zehn Büchern bestehendes Lexikon, ein Onomastikon, dessen Bedeutung in der Vielzahl der darin enthaltenen Informationen z. B. über Theatermasken, Musikinstrumente und Harmonielehre, das attische Gerichtswesen, aber auch über das Privatleben in der Antike, z. B. Kinderspiele und Gerätschaften, liegt.

## Ausgaben
- Erich Bethe (Hrsg.): Pollucis Onomasticon. Leipzig 1900–1937
- Wilhelm Dindorf (Hrsg.): Julii Pollucis Onomasticon cum annotationibus interpretum. Drei Bände, Leipzig 1824 (griechisch mit lateinischer Einleitung; Digitalisat)